# Chorzemin

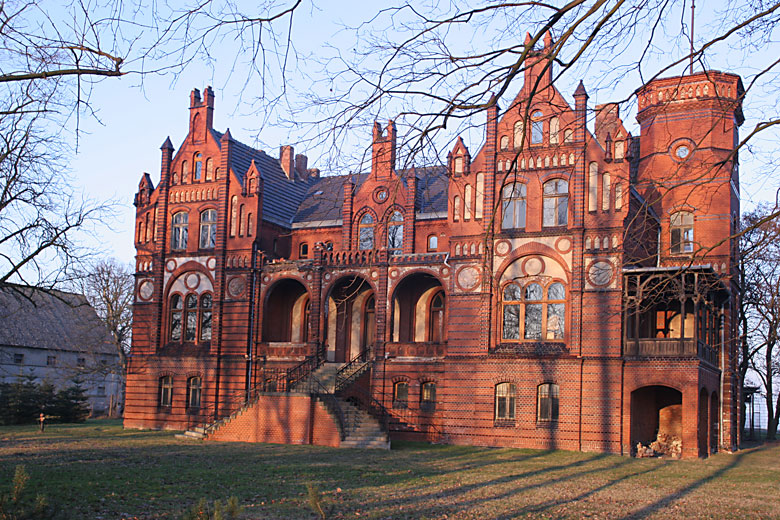
Palast in Chorzemin

Chorzemin (deutsch: Weitwiesen) ist ein Dorf in Polen, das zur Gemeinde Wolsztyn in der Woiwodschaft Großpolen gehört.
Der Ort liegt circa vier Kilometer nördlich von Wolsztyn und 62 Kilometer südwestlich von Posen. Im Jahre 2021 hatte das Dorf 967 Einwohner.
Sehenswert ist hier ein 1910 für den Landrat von Grätz erbauter Palast. Nach dem Zweiten Weltkrieg hatte hier eine PGR ihren Sitz, jetzt ist er wieder im Privatbesitz.